# NGC 6445
NGC 6445 is een planetaire nevel in het sterrenbeeld Boogschutter. Het hemelobject werd op 28 mei 1786 ontdekt door de Duits-Britse astronoom William Herschel.

## Synoniemen
- PK 8+3.1
- ESO 589-PN9